# (9155) Verkhodanov
(9155) Verkhodanov est un astéroïde de la ceinture principale.

## Description
(9155) Verkhodanov est un astéroïde de la ceinture principale. Il fut découvert le 18 septembre 1982 à Naoutchnyï par Nikolaï Tchernykh. Il présente une orbite caractérisée par un demi-grand axe de 3,09 UA, une excentricité de 0,04 et une inclinaison de 2,3° par rapport à l'écliptique.

## Compléments